# Forestación

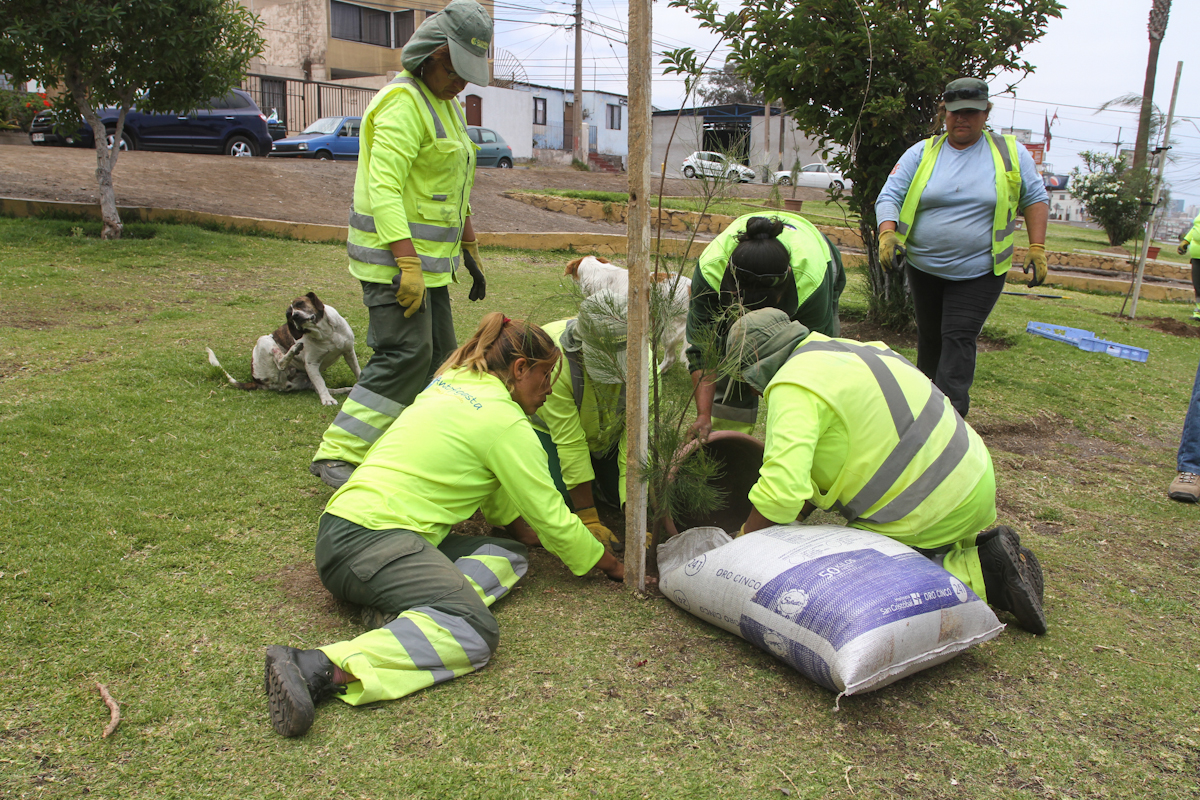
Reforestación de Plaza Empalme

Se denomina forestación al cambio de uso de suelo que se ocupa de establecer el crecimiento de un bosque en áreas que habían sostenido un bosque o no, mediante plantaciones o regeneración natural. Se refiere a reforestación cuando se establece la cubierta forestal en áreas donde hubo bosque en un pasado reciente (menos de algunas décadas por ejemplo). Al contrario, introducir árboles en sitios donde nunca hubo cobertura forestal o que no ha existido durante un largo período de tiempo, por ejemplo al menos 50 años, se refiere a forestación. Cabe indicar que el término "aforestación", del anglicismo "afforestation", no se encuentra en el diccionario de la Real Academia de la Lengua Española pero que se puede encontrar en español para designar la forestación por plantación con especies forestales exóticas.

## Forestación en Perú
Históricamente, las plantaciones forestales han sido establecidas como complemento de las economías comunitarias y de familias rurales, y se estima que la mayor parte de las áreas con plantaciones corresponde a las comunidades campesinas, especialmente en la Sierra. Asimismo, se han establecido para satisfacer mercados locales, para rehabilitar áreas deforestadas, o para conservar algunas funciones ambientales; dando énfasis a plantaciones a pequeña escala, en áreas delimitadas y que no exceden en promedio las 100 ha. El único esfuerzo de reforestación planeado a gran escala fue el de la plantación de pinos en la Granja Porcón.
En la región Sierra las especies plantadas son en su mayoría introducidas, como el “eucalipto” (Eucalyptus spp.), “pino” (Pinus spp.) y “ciprés” (Cupressus sp.); sin embargo, también se ha utilizado la especie nativa “quinual” (Polylepis spp.). En Costa se utiliza “algarrobo” (Prosopis pallida) y “tara” (Caesalpinia spinosa); mientras que en Selva las especies más utilizadas son nativas como “bolaina” (Guazuma crinita), “capirona” (Calycophyllum spruceanum), “tornillo” (Cedrelinga catenaeformis), entre otras
En Perú, las plantaciones tienen una productividad relativamente baja debido a factores como la falta de criterios sólidos para la selección de sitios. Estos factores responden, entre otras cosas, a la falta de investigación. El desarrollo de los conocimientos hidrológico-forestales requiere realizar investigación aplicada en los ecosistemas en donde se prevé la instalación de plantaciones a gran escala, y en validar y aprender de los estudios en otros países. Si bien la investigación forestal comenzó oficialmente en la década de los 60, se percibe la ausencia de un marco centralizado de acopio y diseminación del conocimiento generado, hacia el sector productivo y académico

## Impactos de la forestación
Las plantaciones forestales generan impactos económicos, sociales y ambientales, tanto  positivos como negativos, que deben conocerse por anticipado por todos los actores involucrados. Existen impactos positivos cuando la plantación se establece sobre suelos degradados y en áreas deforestadas en las márgenes de cursos y cuerpos de agua; allí se puede esperar una estabilización de los suelos, menores tasas de erosión, menor producción de sedimentos y una regulación de la calidad y cantidad del agua.
Sin embargo, también se pueden generar muchos impactos negativos. En un estudio realizado en plantaciones de pino y eucalipto, se identificó que los principales impactos negativos sobre el suelo son la compactación, la remoción, la erosión hídrica y el agotamiento de nutrientes. Los mayores impactos sobre el componente hidrológico son la alteración del balance hídrico, como consecuencia de la modificación de los niveles de intercepción, evapotranspiración y escorrentía y la calidad fisicoquímica de las aguas. Asimismo, es importante señalar que los conflictos sociales derivados de la instalación de plantaciones forestales a escala industrial son comunes debido a que éstas pueden afectar la calidad del agua debido al uso de fertilizantes y reducir su disponibilidad. Se debe tener en cuenta que el agua es un insumo crítico para las plantaciones e influye mucho en sus rendimientos y en el aumento de la demanda hídrica en la cuenca por los árboles plantados. En zonas áridas y en tiempos de escasez del recurso, puede generar conflictos entre usuarios.
En términos generales, las plantaciones pueden generar beneficios a los actores involucrados, siempre y cuando se lleven a cabo correctamente, para ello debe considerarse una adecuada identificación del potencial biofísico (p. ej. altitud, suelo, clima, disponibilidad de agua) de las áreas en donde se puede promover el establecimiento de plantaciones forestales, así como la selección de especies adecuadas para estas áreas.